# Piotr Gruszczyński (dramaturg)
Piotr Gruszczyński (ur. 1965 w Rawiczu) – polski dramaturg, krytyk teatralny i eseista.

## Życiorys
Ukończył studia z teatrologii na Wydziale Polonistyki Uniwersytetu Jagiellońskiego. Recenzje teatralne publikował w takich czasopismach jak: Dialog, Res Publica Nowa, Tygodnik Powszechny. W latach 2005–2008 był kierownikiem literackim w Teatrze Rozmaitości w Warszawie. Od 2008 dramaturg w Nowym Teatrze w Warszawie. Pracował jako wykładowca w Akademii Teatralnej w Warszawie. Współpracował przy realizacji spektakli teatralnych m.in. z Grzegorzem Jarzyną i Krzysztofem Warlikowskim a przy realizacji spektakli operowych z Mariuszem Trelińskim. Za zbiór esejów i wywiadów Ojcobójcy. Młodsi zdolniejsi w teatrze polskim został nominowany do Nagrody Literackiej „Nike” 2004.
Jest w związku z Dawidem Dudko, dziennikarzem kulturalnym i lifestyle'owym.

## Książki
- Ojcobójcy. Młodsi zdolniejsi w teatrze polskim (Wydawnictwo W.A.B., Warszawa 2003)
- Szekspir i uzurpator. Z Krzysztofem Warlikowskim rozmawia Piotr Gruszczyński (Wydawnictwo W.A.B., Warszawa 2007)